# Дуро, Андреа
Андреа Дуро Флорес (исп. Andrea Duro Flores; род. 14 октября 1991, Фуэнлабрада) — испанская актриса, известная по ролям Йоланды «Йоли» Фрейре в телесериале «Физика или химия»» и Мары в фильме «Три метра над уровнем неба» и его продолжении.

## Биография
Андреа начала свою телевизионную карьеру в 2007 году, в пятнадцать лет, в сериале «Вопросы о сексе», в двух сериях, в роли Берты. Год спустя в 2008 году, она играет роль Йоли, принёсшей ей популярность, в сериале «Физика или химия», где она снималась до 2011 года в течение семи сезонов.
В 2010 году актриса работала над экранизацией «Три метра над уровнем неба» с Марио Касасом и Марией Вальверде. В том же году она появилась в документальном фильме Canal+ «Актрисы», в программе «Гнездо» и «То, что мы есть». Также снимается для обложек журналов FHM и Overlay.
В 2011 году после завершения сериала «Физика или химия», она продолжила свою карьеру в кино с фильмами: «Истребитель зомби», снятым на Кубе; «Похождения призрака», и продолжением «Три метра над уровнем неба» — «Я хочу тебя», выход двух последних намечен на 2012 год. В том же 2011 году была награждена в категории «Лучший дебют» на церемонии Капитал за её роль в «Трёх метрах над уровнем неба».
С февраля 2011 года участвует в сериале «Тайна Старого моста», телеканала Antena 3, где играет Энригетту, остроумную и спонтанную девушку.
В 2013 году сыграла роль Селии Вельедур в сериале «Гранд-отель».

## Фильмография
| Карьерный путь | Карьерный путь                          | Карьерный путь         | Карьерный путь                                        |
| Год            | Название                                | Роль                   | Примечания                                            |
| -------------- | --------------------------------------- | ---------------------- | ----------------------------------------------------- |
| 2005           | Любовь во времена переворотов           | Люсия Барбате          | Второстепенная роль                                   |
| 2007           | Соседи                                  | Андреа                 | Второстепенная роль                                   |
| 2007           | Вопросы о сексе                         | Берта                  | 2 эпизода («Las reglas del juego», «Independencia»)   |
| 2008-2011      | Физика или химия                        | Йоланда «Йоли» Фрейре  | Главная роль (77 эпизодов)                            |
| 2010           | Три метра над уровнем неба              | Мара                   | Второстепенная роль                                   |
| 2011-2020      | Тайна Старого Моста                     | Генриетта              | Второстепенная роль                                   |
| 2011           | Похождения призрака                     | Мариви                 | Второстепенная роль                                   |
| 2011           | Актрисы                                 | Саму себя              | 3 эпизода («El futuro», «La técnica», «La sabiduría») |
| 2011           | Истребитель зомби                       | Камила                 | Второстепенная роль                                   |
| 2012           | Призрачный выпускной                    | Мариви                 | Главная роль                                          |
| 2012           | Тайна старого моста                     | Энригета               | Временное появление (30 эпизодов)                     |
| 2012           | Три метра над уровнем неба. Я тебя хочу | Мара                   | Второстепенная роль                                   |
| 2013           | Гранд-отель                             | Селия Вельедур         | Второстепенная роль                                   |
| 2013           | В конце концов все умрём                | Диана                  | Второстепенная роль                                   |
| 2014           | Король (телесериал)                     | Кармен Мартинес-Бордиу | Второстепенная роль                                   |
| 2014           | В апатии последствия ненависти          | Подруга Виктора        | Второстепенная роль                                   |
| 2014           | Дружба                                  | Палома                 | Одна из главных ролей                                 |
| 2014           | Прости за любовь                        | Оли                    | Второстепенная роль                                   |
| 2014           | За пригоршню поцелуев                   | Марта                  | Второстепенная роль                                   |
| 2014-2016      | Виктор Рос                              | Нурия                  | Второстепенная роль                                   |
| 2015           | Чудес не бывает                         | Паула                  | Одна из главных ролей                                 |
| 2015           | Ольмос и Роблес                         | Нурия Атиса            | Второстепенная роль                                   |
| 2015           | Плачущая                                |                        |                                                       |
| 2016           | Отправление на рассвете                 | Клара                  | Второстепенная роль                                   |
| 2016           | Пакита Салас                            | Андреа                 | Второстепенная роль                                   |
| 2017           | Прости меня, Господи                    | Клавдия                | Второстепенная роль                                   |
| 2017-2019      | Коллекция «Вельвет»                     | Мари Ледюк             | Второстепенная роль                                   |
| 2018           | Собор у моря                            | Аледис                 | Второстепенная роль                                   |
| 2018           | Цена лжи                                | Лорена Кальдерон       | В титрах не указана                                   |
| 2020           | Экстремо                                | Мария                  | Одна из главных ролей                                 |
| 2020           | Физика или химия: Воссоединение         | Йоли                   | Главная роль                                          |
| 2020-2023      | Валерия                                 | Валерия                | В титрах не указана                                   |
| 2022           | Все так делают                          | Мариви                 | Второстепенная роль                                   |